# Église Saint-Guénolé de Gunwalloe
Pour les articles homonymes, voir Saint-Guénolé.
L'église Saint-Guénolé de Gunwalloe (anglais : St Winwaloe's Church) est une église paroissiale anglicane située à Gunwalloe, dans le comté anglais de Cornouailles. Son histoire est liée à sa situation géographique atypique, en bord de mer : pour des raisons mystérieuses, une première église est construite à cet endroit au Ve siècle avant d'être progressivement dégradée par l'érosion. L'édifice actuel, vraisemblablement daté du XVe siècle, subit une importante restauration à la fin du XIXe siècle. L'église est protégée comme monument classé de Grade I, tandis que son clocher-tour séparé daté du XIIIe siècle est classé monument de Grade II.

## Localisation
L'église Saint-Guénolé est située au lieu-dit Gunwalloe Church Cove, à proximité immédiate de la plage sur la péninsule de Lizard. Elle est ainsi la seule église de Cornouailles à être bordée par une plage. Le site fait partie de l'Espace de remarquable beauté naturelle des Cornouailles (en). L'église se trouve le long du South West Coast Path (en), un sentier de grande randonnée (National Trail), entre le Porthleven Loe Bar (en) au nord et la localité de Mullion Cove au sud. Elle n'est séparée de la mer que par les rochers de Castle Mound et des dunes de sable et est donc peu visible des environs.
Sa localisation atypique lui a valu le surnom d'« église des tempêtes » (Church of the Storms). À plusieurs reprises, l'édifice a dû être renforcé par des ajouts de granite entre sa façade et les collines avoisinantes pour contrer l'érosion due à la force des vagues,.

## Historique

### Premier édifice
Une première église est construite à cet endroit au Ve siècle ; il n'en reste aucune trace aujourd'hui.
Plusieurs hypothèses ont été formulées quant à l'origine de cet édifice. Selon une légende, un homme ayant échoué sur la côte de Gunwalloe aurait fait ériger cette église pour remercier Dieu de l'avoir sauvé ; il l'aurait placée à cet endroit pour qu'elle affronte la force du vent et des vagues. D'après une autre légende, ce seraient deux sœurs qui se seraient échouées sur la côte.
Toutefois, il est plus probable que l'église ait été construite à cet endroit pour répondre aux besoins des pêcheurs, à une époque où le christianisme vient concurrencer le paganisme local.

### Édifice actuel
À plusieurs reprises au cours de son histoire, l'église est endommagée par l'érosion et doit être restaurée ou reconstruite.
L'édifice actuel est vraisemblablement construit au XVe siècle, comme l'atteste son architecture à trois halles, bien que certaines parties puissent être datées du XIIIe siècle et que ses fonts baptismaux soient probablement d'origine normande,. Cette église est dédiée depuis au moins l'an 1433 à Guénolé de Landévennec, un religieux breton du Haut Moyen Âge. Le clocher-tour séparé date quant à lui du XIIIe siècle. Il est possible que des modifications architecturales prévues pour l'église Saint-Guénolé n'aient pues être menées à bien en raison de l'arrivée de la Réforme.
En 1548, un inventaire des biens atteste que l'église de Gunwalloe possède notamment une croix et deux calices. Une galerie est ajoutée au côté ouest de l'édifice avant 1775.
En raison de l'érosion qui a endommagé façade et équipements intérieurs, l'église est restaurée de 1870 à 1871 par l'architecte E. H. Sedding : le chœur est agrandi vers l'est, la nef est pourvue d'un nouveau dallage ; le toit ainsi que plusieurs fenêtres sont remplacés,,. La restauration d'un coût total 530 £ (
soit 51 100 £ en 2025), est en partie financée par des locaux ; il se peut également que la paroisse ait acquis des fonds en exploitant les trésors des épaves échouées à proximité. L'église est rouverte au début du mois de juin 1871.
L'église Saint-Guénolé est classée sur la National Heritage List for England depuis le 10 juillet 1957, aujourd'hui en tant que monument de Grade I. En 2011, le National Churches Trust (en) accorde une bourse de 2 500 £ pour la préservation de l'église sur conseil du Cornwall Historic Churches Trust. Quant à lui, le clocher-tour est classé monument de Grade II depuis le 22 juin 1987.

## Architecture

### Plan
L'église comprend une nef à cinq travées et un chœur sous le même toit, des bas-côtés nord et sud, ainsi qu'un porche d'entrée au sud et une cage d'escalier à l'extrémité du bas-côté sud. Le clocher-tour est séparé de l'église.

### Extérieur
Les façades de l'édifice sont faites de gravats de schiste avec des éléments en granite, tandis que les toits en bâtière sont en ardoise de Delabole.
La façade occidentale possède trois pignons : celui de la nef au centre, celui du bas-côté sud à droite et celui du bas-côté nord à gauche. Le pignon de la nef est pourvu d'une fenêtre triple de style gothique perpendiculaire datée du XIXe siècle.
À gauche, le pignon du bas-côté nord possède une fenêtre double du XIXe siècle semblable à celle du bas-côté sud, mais surmontée de têtes à accolade. 
La grande façade du bas-côté nord date du XVe siècle. Elle possède quatre fenêtres de ce même siècle. Ces fenêtres sont doubles, avec remplage trilobé dans leur partie inférieure et quadrilobé dans leur partie supérieure. Une porte du XIXe siècle est contenue dans une embrasure moulurée à arc Tudor. Le pignon occidental du bas-côté nord possède une fenêtre identique aux quatre autres à l'exception de ses têtes à accolade. À l'extrémité orientale du bas-côté nord, on peut voir une fenêtre triple richement décorée : elle est conçue dans le style perpendiculaire du XVe siècle avec une tête en forme de bulbe. 
Le bas-côté sud possède quatre fenêtres sur sa façade principale, tandis que son pignon occidental est pourvu d'une fenêtre double à têtes semi-circulaires de la fin du XVe siècle ou début XVIe siècle. Le porche d'entrée côté sud possède une embrasure de porte de style perpendiculaire aux montants octogonaux et à arche moulurée.
Le chœur possède une fenêtre triple à tête en arc Tudor, datée du XIXe siècle. Sa vitre centrale est comprise dans une autre arche Tudor plus fine en saillie. Cette fenêtre est identique aux ouvertures du bas-côté sud.

### Clocher-tour
Le clocher-tour est détaché de l'édifice principal et situé au sud-ouest de celui-ci. Il est édifié au XIIIe siècle et largement reconstruit au XIXe siècle. Il repose sur un plan carré. Son unique étage abrite les cloches et est pourvu de deux fentes avec abat-sons, ainsi que d'une troisième fente sur sa façade nord. Son sous-sol est accessible depuis l'extérieur par le côté est via une porte à arc en plein cintre du XIXe siècle. Tout comme l'église, la tour est faite de gravats de schiste avec ornements extérieurs en granite. Son toit pyramidal en ardoise de Delabole est remplacé en 1938.
Le clocher-tour est semblable à ceux de Feock et Gwennap.
La tour renferme trois cloches mues par un ensemble de six bâtons disposés tels un clavier de piano. Les cloches ont été refondues en 1926.

### Intérieur

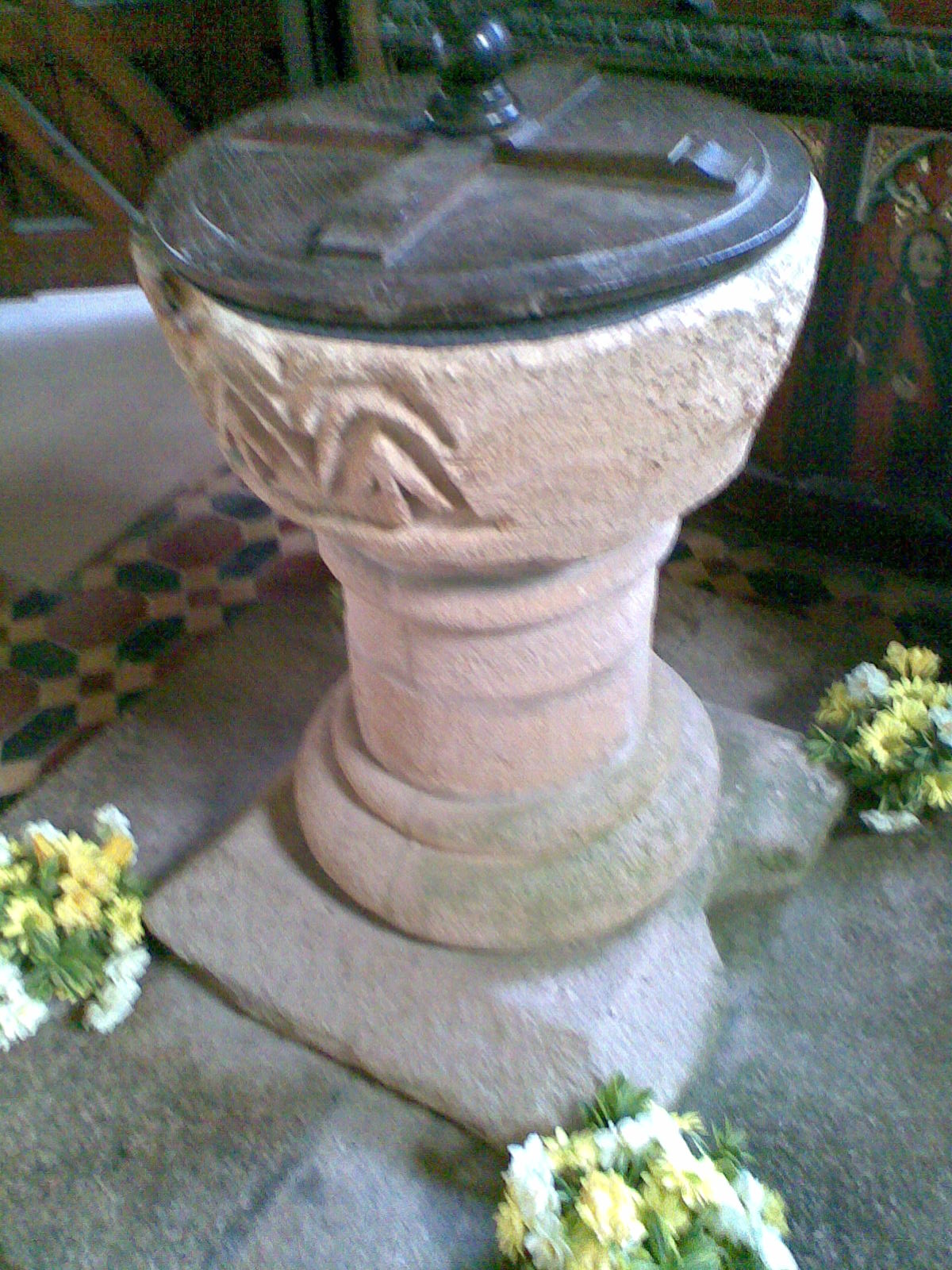
Les fonts baptismaux normands.

Les bas-côtés sont séparés de la nef par des arcades faites d'arches à quatre centres moulurées et relativement pentues dont les chapiteaux sont aussi moulurés et sculptés.
Le porche et le bas-côté sud sont recouverts de plafonds en berceau du XVe siècle ; des sablières sculptées se trouvent sous les pannes et les nervures. Seule l'extrémité ouest du bas-côté ne possède aucune nervure. Le plafond de la nef, daté du XIXe siècle, est porté par des arches. Le plafond chevronné du bas-côté nord est aussi du XIXe siècle, mais il conserve une sablière en chêne sculptée du XVe siècle.
Une petite niche est incrustée dans le mur oriental du bas-côté nord.
Le jubé du XVIe siècle portait autrefois une représentation de la Crucifixion et des Douze Apôtres. Aujourd'hui, les seules parties subsistantes du jubé (à sa base) sont des panneaux montrant huit Apôtres ; ils ont été réutilisés pour orner les portes intérieures (voir ci-après). Ces panneaux présentent des caractéristiques communes avec les décorations des jubés de Budock (en), Lanreath et Mawnan.
Le jubé de l'église Saint-Guénolé était autrefois accessible par une cage d'escalier en colimaçon dotée d'une porte d'entrée à arc en plein cintre.
L'église comprend deux fonts baptismaux. Les premiers, de style normand, sont faits de pierre de Pentewan avec un bassin d'eau circulaire du XIIIe siècle relié à la base circulaire moulurée par une hampe cylindrique ; un arbre de vie est sculpté sur le bord du bassin d'eau dans le prolongement de la hampe. Ces fonts sont d'abord retrouvés dans le cimetière avant d'être ramenés à l'intérieur de l'église. Les deuxièmes fonts, probablement datés du XVe siècle, possèdent un bassin octogonal en granite. Par ailleurs, une piscine se trouve dans le chœur et une alcôve à bénitier dans le montant droit de la porte du porche.
Les portes intérieures sont en bois de chêne. Elles possèdent chacune quatre panneaux représentant huit apôtres surmontés de traceries de style perpendiculaire. ces panneaux proviennent de l'ancien jubé.
Les clôtures de chapelle (en), les bancs et la chaire à prêcher sont tous fabriqués en bois de chêne au XIXe siècle.

## Cimetière

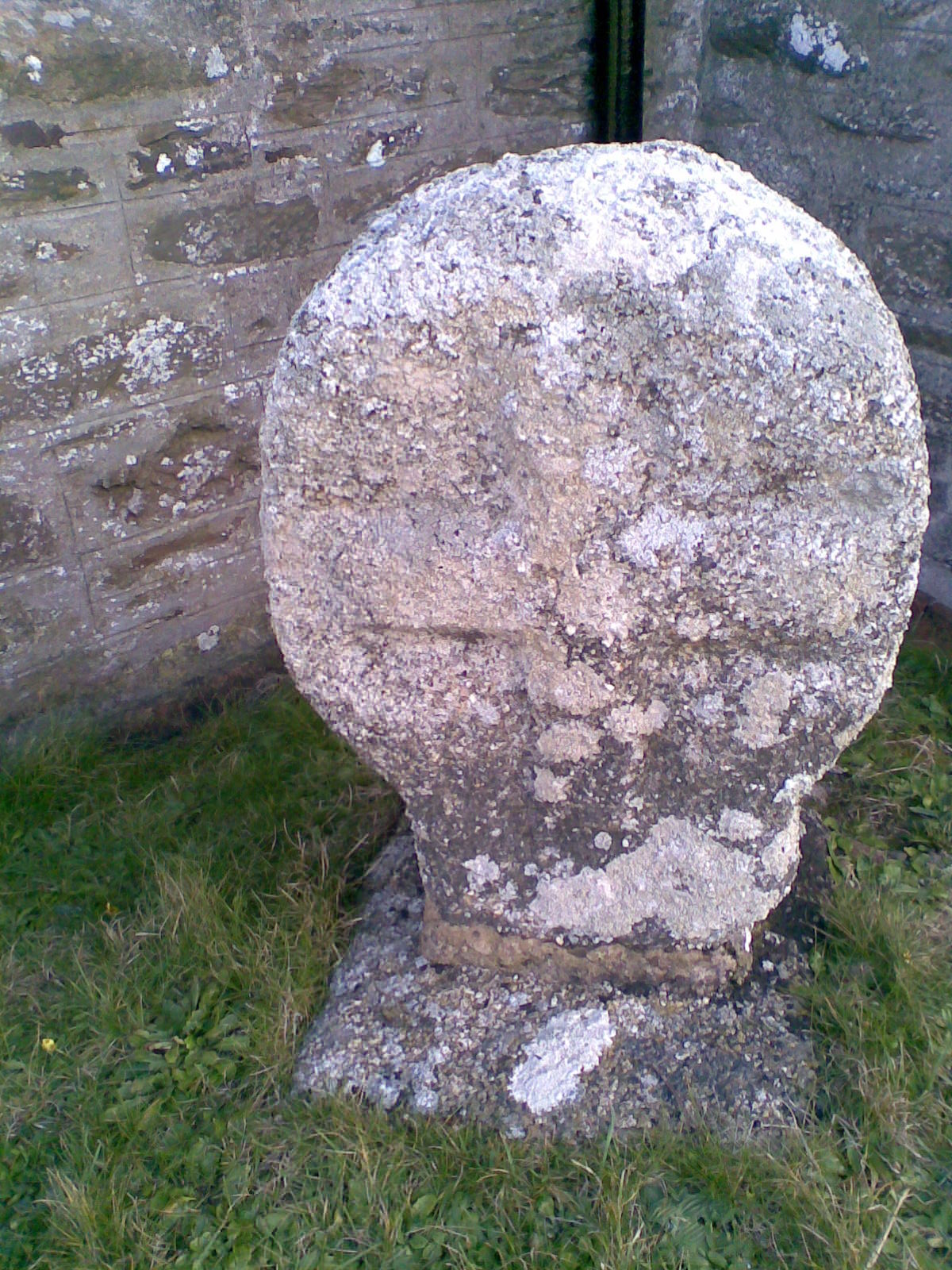
Croix cornique dans le cimetière.

La petite croix du cimetière est découverte au XIXe siècle et transférée à Penrose (en) avant d'être placée dans le cimetière de l'église à une date ultérieure.
Au cours de son histoire, le cimetière a été menacé par l'avancée des sables, ce qui a nécessité plusieurs opérations de déblayage.

## Statut paroissial
L'église Saint-Guénolé forme une paroisse commune avec l'église Saint-Corentin de Cury au sein du doyenné de Kerrier et du diocèse de Truro de l'Église d'Angleterre. Le révérend Sandys Wason, de tendance anglo-catholique, a été vicaire perpétuel de Cury et Gunwalloe de 1905 à 1920.